# Gerald Feinberg
Pour les articles homonymes, voir Feinberg.
Gerald Feinberg, né le 27 mai 1933, mort le 21 avril 1992, est un physicien et futurologue américain.

## Biographie
Il est l'inventeur du terme tachyon pour désigner d'hypothétiques particules se déplaçant à une vitesse supérieure à celle de la lumière et il proposa une analyse des propriétés de leur champ quantique. Il fut, selon Melvin Schwartz, l'un de ceux qui démontrèrent l'existence du neutrino et se fit dans les années 1960 le défenseur de la cryonie comme service public.